# ثيوسلفات الصوديوم (استعمال طبي)
ثيوسلفات الصوديوم (sodium thiosulfate) أو (sodium thiosulphate) يستخدم دواءًا لعلاج تسمم السيانيد والنخالية المبرقشة ويستخدم أيضا لتقليل الاثار الجانبية من سيسبلاتين.
بالنسبة لتسمم السيانيد فانه غالبا ما يستخدم بعد دواء نتريت الصوديوم، وعادة ما يوصى به فقط للحالات الشديدة، يتم اعطاءها اما عن طريق الحقن في الوريد أو تطبيقها على الجلد.
من الآثار الجانبية لهذا الدواء تتضمن: التقيؤ والآم المفاصل وتغيرات مزاجية واضطراب عقلي وطنين في الأذن. ولكن لم يتم دراسة سلامته بشكل جيد، اذ انه غير واضح  سلامته على الجنين إذا تم استخدامه من  قبل الحوامل. أن استخدام هيدروكسوكوبالامين  في نفس الوقت وفي نفس الخط الوريدي لا ينصح به، في تسمم السيانيد.في تسمم السيانيد، نترات الصوديوم تنشأ متهيموجلوبنيمية التي تزيل السيانيد من الميتوكنديريا. ثم يرتبط صوديوم ثيوسالفيت مع السيانيد فيعمل هذا الارتباط على إنشاء ثيوساينيت غير سام.
بدأ استخدام ثيوسلفات الصوديوم طبيا في عام 1930_1939,  حيث أنه مدرج على قائمة منظمة الصحة العالمية للأدوية الأساسية، وهو  أكثر الأدوية فعالية وأمانا التي يحتاجها النظام الصحي.
تكلفته في الولايات المتحدة في عام 2013 لكل جرعة ما يقارب 20دولار أمريكي بينما تبلغ تكلفة نتريت الصوديوم 110 دولار أمريكي.

## الاستعمالات الطبية
الاستعمال الأساسي لثيوسلفات الصوديوم في تسمم السيانيد والنخالية المبرقشة.

### تسمم السيانيد
في تسمم السيانيد هناك مخاوف من ان صوديوم ثيوسلفات ممكن ان لا يمتلك سرعة كافية ببداية التفاعل  ليكون مفيد دون استعمالات مضافة لعامل اخر. الأشخاص اللذين يعانون من تسمم السيانيد وتسمم أول اكسيد الكربون، صوديوم ثيوسلفات يكون موصى عليه.

### آخر
كما ان هناك قليلا من العلامات يدعم استعماله في التكلس مثلا  في تكلس الاوعية الدموية.